# ويس هوبكينز
ويس هوبكينز (بالإنجليزية: Wes Hopkins)‏ هو لاعب كرة قدم أمريكية أمريكي، ولد في 26 سبتمبر 1961 في برمنغهام في الولايات المتحدة، وتوفي في 28 سبتمبر 2018.

## وصلات خارجية
- ويس هوبكينز على موقع مرجع كرة القدم المحترفة.كوم (الإنجليزية)